# Sandelträdsväxter
Sandelträdsväxter (Santalaceae) är en växtfamilj bland gömfröväxterna. Till familjen hör bland annat det äkta sandelträdet (Santalum album L.). Enligt APG-klassifikationen omfattar familjen de tidigare erkända familjerna Eremolepidaceae från Syd- och Mellanamerika samt Viscaceae.
Alla arter i familjen är parasitiska, varav en del växer på grenarna av andra vedartade växter som mistlar. I Sverige finns två arter som tillhör familjen: dels den europeiska misteln (Viscum album L.), och dels spindelörten (Thesium alpinum L.). De artrikaste släktena i familjen är spindelörterna (Thesium) - som också har det största utbredningsområdet, och de amerikanska mistlarna (Phoradendron och Dendrophthora).
I familjen återfinns viktiga ekonomiska arter såsom sandelträden (Santalum), julmistlarna (Viscum och Phoradendron - beroende på världsdel) och de virkesskadande dvärgmistlarna (Arceuthobium). I Australien används frukterna av quandong (Santalum acuminatum A.DC.) inom fruktindustrin.